# Sergey Litvinov
Sergey Nikolaevich Litvinov (em russo: Сергей Николаевич Литвинов) (Tsukorova Balka, Krai de Krasnodar 23 de janeiro de 1958 - 18 de fevereiro de 2018) foi um atleta do lançamento do martelo que ganhou duas medalhas olímpicas pela União Soviética.
Ao longo da sua carreira, Litvinov teve que competir com um conjunto de atletas soviéticos que dominavam o lançamento do martelo na década de 1980, nomedamente Yuriy Sedykh, Igor Nikulin, Jüri Tamm, Igor Astapkovich e Benjaminas Viluckis, entre outros. Essa competição, principalmente entre Litvinov e Sedykh, está patente no modo como evoluiu o recorde mundial entre 1980 e 1986, período em que o primeiro quebrou o recorde por três vezes e o segundo por seis vezes. A última vez em que Litvinov o fez, alcançou a marca de 86.04 m em 3 de julho de 1986, o que, ainda hoje, o coloca como o terceiro melhor lançador mundial de sempre.
Para além das duas medalhas olímpicas, Litvinov foi por duas vezes campeão mundial, em Helsínquia (1983) e em Roma (1987).
O seu filho, Sergej Litvinov Jr., que optou pela nacionalidade alemã, é também um lançador de martelo internacional.